# Deportes Temuco
Deportivo Temuco SADP – chilijski klub piłkarski z siedzibą w mieście Temuco, stolicy regionu Araucanía (tzw. region IX).

## Osiągnięcia

### Krajowe
- Primera División

| zwycięstwo (1):     | 1945 |
| drugie miejsce (0): | –    |

## Historia
Klub założony został 27 czerwca 1917 roku w Santiago pod nazwą Green Cross. Blisko pół wieku później klub przeniósł się do miasta Temuco, gdzie 20 marca 1965 roku połączył się z miejscowym klubem Club de Deportes (założony 18 marca 1964 roku) i zaczął występować pod nazwą Green Cross Temuco. W 1986 roku klub zmienił nazwę na Club de Deportes, a w 2006 roku na obecną – Deportivo Temuco.

### Dawne stroje klubu
| Green Cross Santiago |